# Dokusan
Dokusan (japonais : 独参, « aller seul (doku) vers une personne de qualité, un maître (san) »; chinois : dúcān; coréen : tokch'am; vietnamien : độc tham) est un terme du bouddhisme zen qui désigne un entretien privé entre un maître et son élève sur le chemin de l'éveil. Ce genre de rencontre est l'occasion pour un disciple de parler de ses problèmes lors des séances de méditation, ou de présenter ses suggestions sur la compréhension d'un kōan. On utilise aussi parfois le terme sanzen en lieu et place de dokusan.

## Origine et développement
Selon la tradition zen, l'origine du dokusan remonte aux « enseignements secrets » du  Bouddha Shakyamuni, et le dokusan a été préservé par l'école de la doctrine de l'esprit seul. La pratique s'est aussi répandue dans les différentes écoles du zen, mais aujourd'hui, elle est surtout utilisée par les écoles Rinzai et Obaku parce que ces deux écoles travaillent beaucoup sur la contemplation des koan. 

## Pratique du dokusan
Dans les écoles Rinzai et Obaku, le dokusan joue un rôle important dans la formation des moines. Tout d'abord, c'est au cours d'un dokusan que le maître donne un koan à son disciple, et c'est durant des entretiens du même type qu'il teste sa compréhension, et mesure ainsi sa progression. De son côté, le disciple peut poser des questions sur sa pratique,. Par ailleurs, de nombreux koans ont pour objet un mondo entre un maître et son disciple, et ils nous renseignent ainsi sur le contenu des dokusan. Aujourd'hui, seuls des maîtres ayant eux-mêmes reçu le sceau d'authentification de la transmission du Dharma (Inka shomei (en)) d'un maître reconnu (roshi) peuvent conduire des dokusan. 

### Rituel du dokusan
En général les monastères observent une étiquette stricte pour le dokusan. Le dokusan a lieu durant le zazen du matin et du soir. Les disciples qui viennent voir le maître attendent à l'extérieur de la chambre du maître leur tour pour entrer. Avant d'entrer dans les appartements du maître, le disciple fait sonner une clochette afin d'annoncer sa présence. En pénétrant dans la pièce où se trouve le maître, il se prosterne, en signe de respect. Le maître signale la fin de l'entretien en agitant une clochette. Le disciple s'incline à nouveau avant de s'en aller et de laisser la place à une autre personne.

### Une pratique secrète
Le dokusan est en principe placé sous le sceau du secret le plus strict, et cela pour au moins trois raisons. Tout d'abord, il suppose une sincérité totale de la part du disciple à l'égard de son maître, ce qui est difficilement compatible avec la présence d'autres personnes. De plus, si un disciple fait preuve de sa maîtrise dans l'approche d'un koan, cela pourrait couper l'élan de ceux qui sont moins avancés que lui et les détourner d'une recherche assidue. Enfin, les instructions du maître sont en général adapté à la situation particulière du disciple. Dès lors, les éléments amenés par le maître risquent bien d'être une source de confusion pour d'autres disciples qui n'ont pas le même niveau de développement que la personne avec qui le maître s'entretient.